# جائزة سان مارينو الكبرى 1993
جائزة سان مارينو الكبرى 1993 هو سباق فورمولا 1 أقيم بتاريخ 25 أبريل 1993 في حلبة إنزو دينو فيراري، إيمولا، إميليا-رومانيا، إيطاليا. كان الرابع من أصل 16 في بطولة العالم لسباقات الفورمولا واحد موسم 1993. حلّ الفرنسي ألن بروست أولا بينما جاء الألماني مايكل شوماخر في المركز الثاني وحصل على المركز الثالث البريطاني مارتن براندل.